# Confederación Revolucionaria de Obreros y Campesinos
La Confederación Revolucionaria de Obreros y Campesinos (CROC) es una central sindical mexicana. Se fundó en 1952 y es desde entonces uno de los sindicatos más influyentes en la historia de México.[cita requerida]

## Historia
La CROC fue fundada el 29 de abril de 1952 durante un congreso realizado por cuatro centrales obreras en plena campaña electoral presidencial de Adolfo Ruiz Cortines, bajo el patrocinio y promoción del secretario del Trabajo y Previsión Social, Adolfo López Mateos. Hasta 1980 la CROC contaba con 750 000 trabajadores dentro del sindicato en 17 de los 31 estados y el Distrito Federal (hoy Ciudad de México); en este año cambian las declaraciones para cambiar la organización del sindicato, cambiando la presidencia del sindicato que era rotativa y con solo un año de duración a una presidencia encabezada por un Secretario General Nacional (Secretario General del Comité Ejecutivo Nacional). De 1980 a 2005 la CROC logró reunir a 4,5 millones de afiliados trabajadores en los 32 estados del país, teniendo además 17 Confederaciones Nacionales Industriales y también 3 600 sindicatos con 15 000 convenios colectivos.